# 河甲清
河 甲清（ハ・ガプチョン、하갑청、1924年6月27日 - 1977年4月3日）は大韓民国の軍人、政治家。最終階級は陸軍准将。4代文教部文化財管理局長。

## 経歴
1924年6月27日、慶尚南道昌寧郡出身。志願兵として日本軍に入隊、階級は上等兵。
1946年12月14日、警備士官学校卒業。（2期）
1949年、釜山地区司令官。朝鮮戦争開戦後の1950年、歩兵学校混成連隊（長：兪海濬中領）隷下の混成大隊長として漢江の戦いに参加。その後第8師団隷下の第21連隊長となり、1951年2月にラウンドアップ作戦に参加するが、三馬峠にて中国人民志願軍第66軍の奇襲を受け、壊滅的打撃を受ける。7月15日、陸軍歩兵学校を経て第5連隊長。1952年、陸軍大学を卒業し、陸軍本部参謀部企画統制官。1957年に国防大学院卒業後、第7師団長を経て特務部隊長に就任し、1960年3月の大統領選挙では、同じ志願兵出身の宋堯讃参謀総長の指示で軍内の選挙不正工作に関与した。四月革命後に解任され、同年6月22日に予備役編入。
1964年に文教部文化財管理局長（1968年より文化広報部）に就任したが、1969年3月に光化門復元工事を巡り収賄で解任。
義母や愛人らの家に匿われて逃亡を続けていたが、23日に逃亡先であった愛人の知人宅が金聖基検事らの家宅捜索を受け、屋根裏部屋に隠れていたところを発見され逮捕。また、匿った3名も犯人秘匿で立件された。
公判では、求刑懲役10年に対し、懲役5年の実刑判決が下されたものの、1970年に拘束停止。1973年7月に執行猶予5年が確定した。
1977年4月3日、ソウル特別市麻浦区延南洞において死去。

## 勲章
- 乙支武功勲章[2]